# Pehr Osbeck

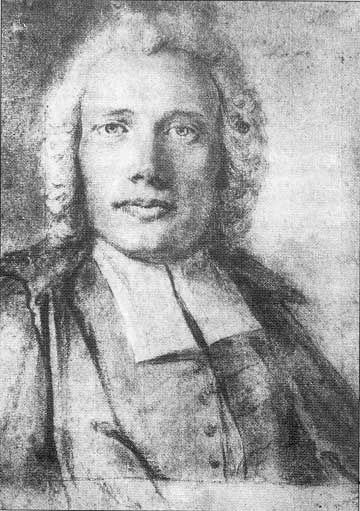
Pehr Osbeck.

Pehr Osbeck (Hålanda, província de Västergötland, 9 de maio de 1723 — Hasslöv,  província de Halland, 23 de dezembro de 1805) foi um explorador e naturalista sueco.